# Miłosz Przybecki
Miłosz Przybecki, né le 2 janvier 1991 à Śrem, est un footballeur professionnel polonais. Il joue actuellement au poste de milieu de terrain au Ruch Chorzów, club de première division polonaise.

## Biographie

### Formation et débuts
Formé dans plusieurs clubs de la voïvodie de Grande-Pologne, comme l'Helios Czempiń ou le Promień Opalenica, Miłosz Przybecki passe ensuite par le Sokół Pniewy avant de rejoindre en février 2010 le Ruch Radzionków, club de troisième division, sous la forme d'un prêt. Au sein d'un groupe qui occupe la tête du classement du « groupe ouest », le jeune Polonais joue peu (sept matches, pour deux buts) mais son club décide tout de même de lui faire signer un contrat de trois ans à l'été, son prêt arrivant à expiration.
Dans l'antichambre de la première division, Miłosz Przybecki parvient à s'imposer lors de la saison 2010-2011, disputant vingt-six rencontres toutes compétitions confondues. En I liga, lui et ses coéquipiers font bonne figure, se classant à la neuvième place.

## Statistiques
| Saison                | Club                  | Championnat           | Championnat | Championnat | Coupe(s) nationale(s) | Coupe(s) nationale(s) | Sélection | Sélection | Sélection | Total | Total |
| Saison                | Club                  | Division              | M.          | B.          | M.                    | B.                    | Équipe    | M.        | B.        | M.    | B.    |
| 2009-2010             | Ruch Radzionków       | II liga               | 7           | 2           | 0                     | 0                     | -         | -         | -         | 7     | 2     |
| 2010-2011             | Ruch Radzionków       | I liga                | 25          | 3           | 1                     | 0                     | espoirs   | 1         | 1         | 27    | 4     |
| Sous-total            | Sous-total            | Sous-total            | 32          | 5           | 1                     | 0                     | -         | 1         | 1         | 34    | 6     |
| 2011-2012             | Polonia Varsovie      | Ekstraklasa           | 2           | 0           | 2                     | 0                     | espoirs   | 3         | 0         | 7     | 0     |
| 2012-2013             | Polonia Varsovie      | Ekstraklasa           | 16          | 3           | 0                     | 0                     | -         | -         | -         | 16    | 3     |
| Sous-total            | Sous-total            | Sous-total            | 18          | 3           | 2                     | 0                     | -         | 3         | 0         | 23    | 3     |
| 2013-2014             | Zagłębie Lubin        | Ekstraklasa           | 15          | 3           | 1                     | 0                     | -         | -         | -         | 16    | 3     |
| Sous-total            | Sous-total            | Sous-total            | 15          | 3           | 1                     | 0                     | -         | -         | -         | 16    | 3     |
| Total sur la carrière | Total sur la carrière | Total sur la carrière | 124         | 2           | 11                    | 0                     | -         | 4         | 1         | 139   | 3     |

1. ↑  À partir de février 2010.